# پیتر گوبر
پیتر گوبر (انگلیسی: Peter Guber؛ زادهٔ ۱ مارس ۱۹۴۲: p. 61 ) تهیه‌کننده اهل ایالات متحده آمریکا است. او در سال ۱۹۹۵ شرکت ماندالی پیکچرز را تأسیس کرد.